# GET READY
「GET READY」（ゲット レディ）は、Jの7枚目のシングル。2005年7月6日発売。発売元はFOURTEEN。

## 概要
1997年から8年間在籍したユニバーサルでの最後のシングル。ミュージック・ビデオ監督は二十里真也。

## 収録曲
作詞・作曲・編曲：J
1. GET READY[5:02]
2. Suicide Dream[4:32]

## 収録アルバム

### GET READY／Suicide Dream
- オリジナル『GLARING SUN』（2005年12月7日）